# From Influence To Ignorance
From Influence To Ignorance är Union Carbides tredje album som kommer 1991 och en del har hänt. Både Per Helm och Björn Olsson har slutat och istället ersatts med Jan Skoglund och Ian Persson. Dessutom är det nu Michael Ilbert som producerat tillsammans med Ebbot. Fortfarande är skivbolaget Radium.

## Låtlista
1. Train Song
2. Be Myself Again
3. Golden Age
4. Can't Hear Nothing
5. Baritone Street
6. Got My Eyes On You
7. Can't Slow Down
8. Sunset Trip
9. Circles
10. Coda

## Medverkande
- Patrik Caganis - Gitarr
- Ebbot Lundberg - Sång
- Ian Person - Gitarr
- Henrik Rylander - Trummor
- Jan Skoglund - Bas